# طالب السنة
طالب السنة (بالإنجليزية: Studen of the year)‏ هو فيلم كوميدي رومانسي هندي، من إخراج كاران جوهر وبطولة فارون دهاوان، عاليا بهات وسيدهارث مالهوترا. ويحكي أحداث ثلاثة طلاب أصدقاء يريدون لقب موحد وهو طالب السنة حيث تدور صراعات بين فارون و سيدهارت حول من سيفوز بقلب عاليا، وهو أول فيلم لثلاثي فارون عاليا و سيدهارت والفيلم من إنتاج شاه روخ خان وهناك ظهور خاص لكاجول في أغنية ديسكو ديفاني .

## وصلات خارجية
- طالب السنة على موقع IMDb (الإنجليزية)
- طالب السنة على موقع روتن توميتوز (الإنجليزية)
- طالب السنة على موقع بوكس أوفيس موجو (الإنجليزية)
- طالب السنة على موقع فيلمافينيتي (الإسبانية)
- طالب السنة على موقع قاعدة بيانات الفيلم (الإنجليزية)
- طالب السنة على موقع ليتربوكسد (الإنجليزية)
- طالب السنة على موقع كينوبويسك (الروسية)